# Technische Kybernetik
Die Technische Kybernetik ist eine interdisziplinäre Ingenieurwissenschaft an der Schnittstelle zu den System- und Naturwissenschaften, welche sich mit der Modellierung, Simulation und Regelung technischer Systeme befasst. Sie stellt ein Teilgebiet der Kybernetik dar und basiert größtenteils auf Methoden der mathematischen Systemtheorie sowie der Regelungstechnik. Typische Anwendungen und Forschungsgebiete der technischen Kybernetik sind unter anderem die Modellierung und Regelung chemischer Prozesse, der Entwurf von Flugsimulatoren und Autopiloten sowie die Entwicklung von Fahrerassistenzsystemen für den Automobilbereich, wie zum Beispiel das elektronische Stabilitätsprogramm (ESP) und das Antiblockiersystem (ABS).

## Ursprünge und Einordnung
Der Begriff der „Kybernetik“ wurde erstmals 1947 vom US-amerikanischen Mathematiker Norbert Wiener eingeführt. Wiener hatte erkannt, dass es im Bezug auf die Interaktion mit der Umwelt sowie auf die damit verbundene Regelung oftmals die gleichen Prinzipien sind, nach denen sowohl technische, soziologische oder wirtschaftliche Systeme als auch lebende Organismen funktionieren. Basierend auf dem griechischen κυβερνήτης („Steuermann“) prägte Wiener für diese Erkenntnis und die damit verbundene Wissenschaft die Bezeichnung „Cybernetics“. Der chinesische Wissenschaftler H. S. Tsien griff die Ideen Wieners auf und führte 1954 im Rahmen seiner Arbeit in der Luft- und Raumfahrtforschung den Begriff „Engineering Cybernetics“ ein, auf welchem die heutige deutsche Bezeichnung beruht.
Seit ihrer Entstehung hat die technische Kybernetik im Zuge der rasanten technischen Entwicklung der letzten Jahrzehnte, und der damit verbundenen zunehmenden Komplexität der untersuchten Systeme, stetig an Relevanz gewonnen und sich mehr und mehr als eigenständige Wissenschaftsdisziplin etabliert. Die konzeptuelle Entwicklung verlief hierbei größtenteils parallel zu denen der mathematischen Systemtheorie und der Regelungstechnik. Insbesondere seit Beginn der 1990er Jahre erlauben leistungsfähigere Hardware- und Softwarekomponenten vermehrt auch die Simulation und Regelung komplexerer Prozesse sowie den Einsatz von Methoden der technischen Kybernetik in einer Vielzahl von technischen Anwendungen und Serienprodukten.
Die Grundlagen der technischen Kybernetik in Form der Regelungstechnik sind heutzutage zentraler Bestandteil vieler Ingenieurdisziplinen. Es existieren jedoch auch einige eigenständige spezialisierte Forschungseinrichtungen und Studiengänge, siehe unten. Die technische Kybernetik steht in enger Beziehung zum Forschungsgebiet der Mechatronik, grenzt sich von diesem jedoch unter anderem durch die fehlende Festlegung auf elektromechanische Anwendungen sowie durch eine allgemeinere systemtheoretische Sichtweise mit einer Fokussierung auf systemdynamische und regelungstechnische Fragestellungen ab.

## Anwendungen und verwandte Disziplinen
Aufgrund ihres systemwissenschaftlichen Ansatzes und der interdisziplinären Ausrichtung findet die technische Kybernetik in vielen Bereichen Anwendung, u. a.: 
- Kraftfahrzeugtechnik (u. a. Antiblockiersystem, Fahrdynamikregelung, autonomes Fahren)
- Luft- und Raumfahrttechnik
- Automatisierungstechnik
- Verfahrenstechnik
- Informatik und Nachrichtentechnik
- Elektrotechnik
- Energietechnik und Energieversorgung
- Mechatronik
- Robotik
- Verkehrstelematik, insbesondere Verkehrsmanagement
- Nanotechnologie
- Produktionstechnik
- Umwelttechnik
- Systembiologie
- Biomechanik
- Medizintechnik

## Studium
Das Studium der technischen Kybernetik umfasst neben fundierten Grundlagen in den klassischen Ingenieurdisziplinen, wie zum Beispiel der technischen Mechanik, der Elektrotechnik oder der Thermodynamik, vor allem vertiefte Kenntnisse im Bereich der mathematischen Systemtheorie, Systemdynamik und Regelungstechnik. An der Universität Stuttgart gibt es den im Fachbereich Maschinenbau angesiedelten Ingenieurstudiengang Technische Kybernetik seit 1971. Konzipiert wurde der Studiengang damals von Ernst Dieter Gilles. Seit der Gründung hat sich die Anzahl der Studienanfänger in Stuttgart von etwa 25 Studierenden auf ca. 100 erhöht. Gilles initiierte als Honorarprofessor an der Otto-von-Guericke-Universität Magdeburg im Jahr 2000 auch den Studiengang Systemtechnik und Technische Kybernetik. Zuvor gab es an der Technischen Hochschule Magdeburg, die eine der Vorläuferinstitutionen der Universität ist, schon seit 1968 die Sektion „Technische Kybernetik und Elektrotechnik“ mit dem Studiengang „technische Kybernetik“. 
Seit dem Jahr 2010 gibt es außerdem einen Studiengang Technische Kybernetik und Systemtheorie an der TU Ilmenau. Dieser knüpft methodisch an die Tradition der Fachrichtung Technische Kybernetik der 1968 ins Leben gerufenen Sektion Technische und Biomedizinische Kybernetik der TU Ilmenau. An der NTNU in Trondheim bietet das Institutt for teknisk kybernetikk sowohl einen Studiengang Engineering Cybernetics als auch ein gleichnamiges Promotionsprogramm an.
An der Universität Pilsen und der CTU Prag werden ebenso die Studiengänge Cybernetics and Control Engineering bzw. Cybernetics and Robotics angeboten. An der Universität Palermo gibt es seit 2015 einen Bachelor in Ingegneria cibernetica.

### Videos
- Ingenieur/in werden (Der Technischen Kybernetik), MEBerufe, 2017 auf YouTube